# 蒙特法韦教堂
蒙特法韦教堂（Église de Montfavet，Notre-Dame de Bon Repos）是一座罗马天主教教堂，位于法国阿维尼翁蒙特法韦区。该堂建于1343-1347年，于1908年列为法国历史古迹。
邦瑞珀斯阿的

## 历史
1341年，伯特兰枢机主教来此，计划建立圣母修道院（Notre-Dame-de-Bon-Repos）。工程开始于1343年，枢机去世后不久建成，历时四年。枢机安葬于祭台前石板下方。
修道院教堂长37米，有12个附属小堂。